# Brouwersstraat
De Brouwersstraat is een straat in de Belgische stad Leuven. Ze loopt van het kruispunt met de Lei, waar ze in de Dirk Boutslaan overgaat, naar de Ierse Predikherenstraat. De straat bestaat uit twee delen, een van de Lei tot aan de Fonteinstraat/Tessenstraat waar de ze in de Petermannenstraat overloopt, en een dat als het ware als zijstraat van de Tessenstraat naar de Ierse Predikherenstraat loop. Verder kruist de Brouwersstraat het Handbooghof, het Mercatorpad, de Halvestraat, de Pieter Coutereelstraat, de Ridderstraat en Ter Boelhage.
In de straat zijn onder meer het hoofdkantoor van de intercommunale Interleuven en een ingang van het park De Bruul gelegen.

## Geschiedenis
De Brouwersstraat werd tussen de 14de en 17de eeuw de Langen Bruel genoemd en bestond aanvankelijk uit twee delen: de Predikherinnenstraat, die liep van de Lei tot de Fonteinstraat, en de Peperstraat, het gedeelte tussen de Fonteinstraat en de Ridderstraat. De straat lag buiten de eerste stadsomwalling en was van de stad afgesloten door de Minnepoort. De poort bevond zich onder een ronde toren die begin 17de eeuw zodanig vervallen was dat het geheel tot op muurhoogte werd afgebroken. In 1762 werd ook de rest van de Minnepoort gesloopt.
De straat dankt haar naam aan de brouwerijen die er lange tijd gevestigd waren en het straatbeeld beïnvloedden. Deze brouwerijen waren De Ram, later De Gulden Arent (nr. 7), De Grote Rozelaar, ter hoogte van de Corten Bruel (de huidige Pieter Coutereelstraat), en De Goudsbloem, de brouwerij van coöperatieve De Proletaar die gevestigd was ter hoogte van de Fonteinstraat aan de zijde van het Bruulpark.
De bebouwing was aanvankelijk vooral aan de Minnepoort gecontenteerd, maar werd vanaf de tweede helft van de 19de eeuw voornamelijk naar de Donkerstraat tot aan de Ierse Predikherenstraat met arbeiderswoningen uitgebreid. De verbreding van de straat ter hoogte van de Fonteinstraat en de Donkerstraat maakten van de Brouwersstraat een invalsweg.
Zowel het Dominicanessenklooster en de Priorij van de Heilige Ursula en de 11.000 Maagden waren aan de Brouwersstraat gelegen.

## Afbeeldingen

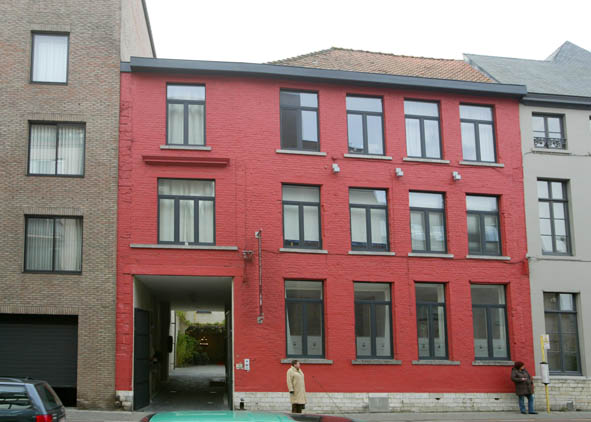
Brouwersstraat 5
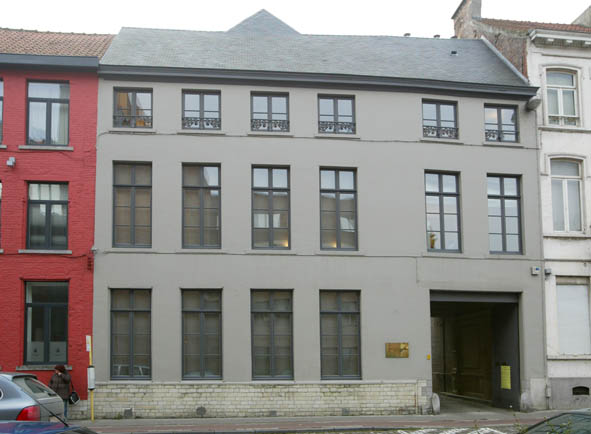
Brouwersstraat 7
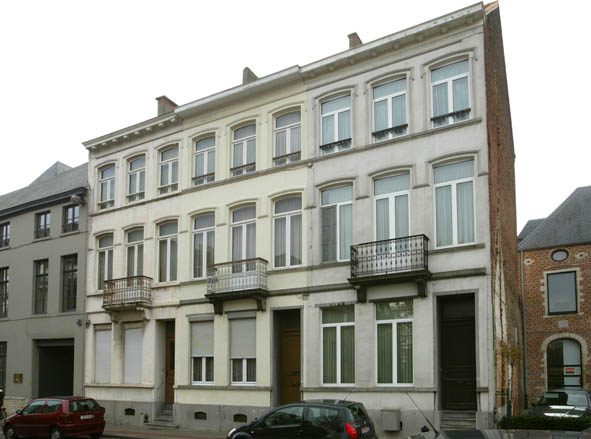
Brouwersstraat 9-13
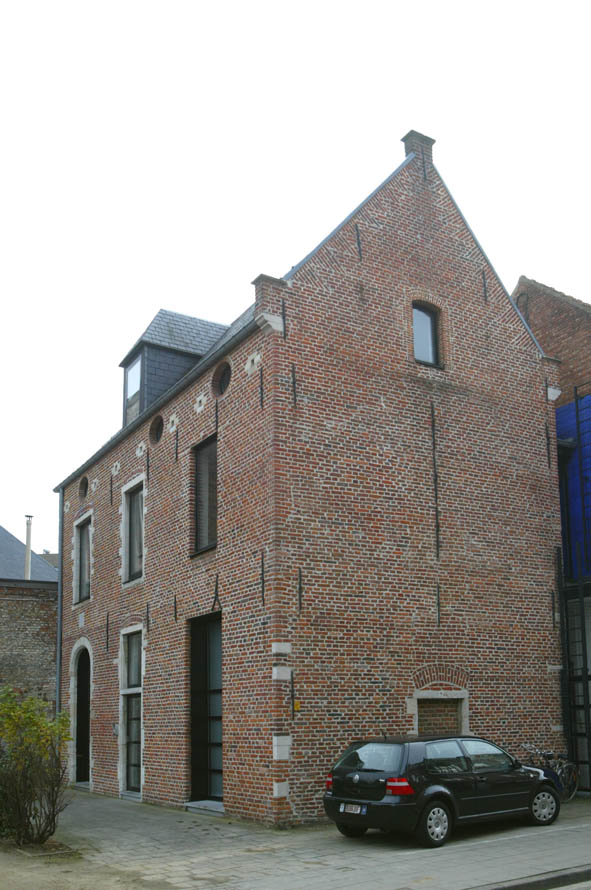
Brouwersstraat 15
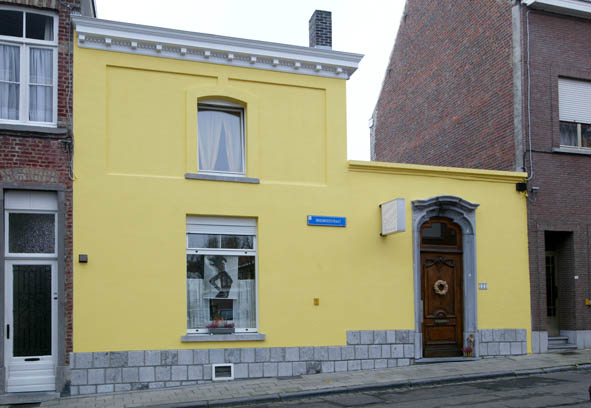
Brouwersstraat 121